# LZIC
LZIC (англ. Leucine zipper and CTNNBIP1 domain containing) – білок, який кодується однойменним геном, розташованим у людей на 1-й хромосомі. Довжина поліпептидного ланцюга білка становить 190 амінокислот, а молекулярна маса — 21 495.
| 10         |  | 20         |  | 30         |  | 40         |  | 50         |
| ---------- |  | ---------- |  | ---------- |  | ---------- |  | ---------- |
| MASRGKTETS |  | KLKQNLEEQL |  | DRLMQQLQDL |  | EECREELDTD |  | EYEETKKETL |
| EQLSEFNDSL |  | KKIMSGNMTL |  | VDELSGMQLA |  | IQAAISQAFK |  | TPEVIRLFAK |
| KQPGQLRTRL |  | AEMDRDLMVG |  | KLERDLYTQQ |  | KVEILTALRK |  | LGEKLTADDE |
| AFLSANAGAI |  | LSQFEKVSTD |  | LGSGDKILAL |  | ASFEVEKTKK |  |            |

A: Аланін

C: Цистеїн

D: Аспарагінова кислота

E: Глутамінова кислота

F: Фенілаланін

G: Гліцин

I: Ізолейцин

K: Лізин

L: Лейцин

M: Метіонін

N: Аспарагін

P: Пролін

Q: Глутамін

R: Аргінін

S: Серин

T: Треонін

V: Валін

Задіяний у такому біологічному процесі, як альтернативний сплайсинг. 